# テスリックス

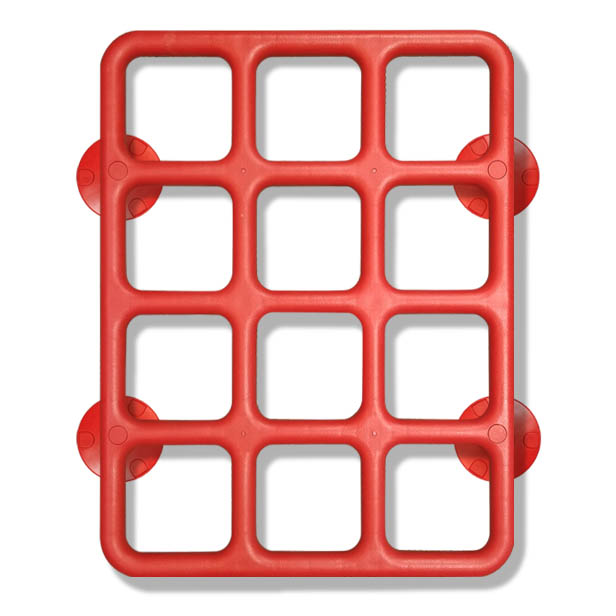
テスリックス　プラスチック製

テスリックス(英語:tesrix)は、松屋産業株式会社が製造販売する、手すり（手摺）の商品名。「手すり」と「マトリックス」とを組合わせた造語で、松屋産業が保有する登録商標でもある（日本第4090514号）。

## 概要
棒状の手すり（手摺）とは全く別の発想から生まれた。格子状になっているため、どこでも掴めることが可能となっている。格子は通常の使用形態を考慮し縦横150ｍｍの間隔である。

## 歴史
松屋産業は1989年より岩国異分野交流会に参加し、交流会では様々な情報の交換、分析がなされた。その成果の一つとして、今後は介護福祉の分野の商品化が重要と示された。その結果、岩国異分野交流会では1992年より介護福祉の勉強会を開催し、松屋産業が主幹となり1996年に実践的な福祉の研究グループ]が結成された。同グループは産官学連携により研究を進め、掴むところの多い、格子状の福祉の本製品が開発商品化された。この研究開発の様子は第1回「建設トップランナーフォーラム」にて紹介された。
1997年 - 2007年に、第24回から第34回までの「国際福祉機器展」に出品した。

## 種類
木製とプラスチック製があり、格子の数（4行、3列または4行、2列）および色によって複数存在する。

## ギャラリー

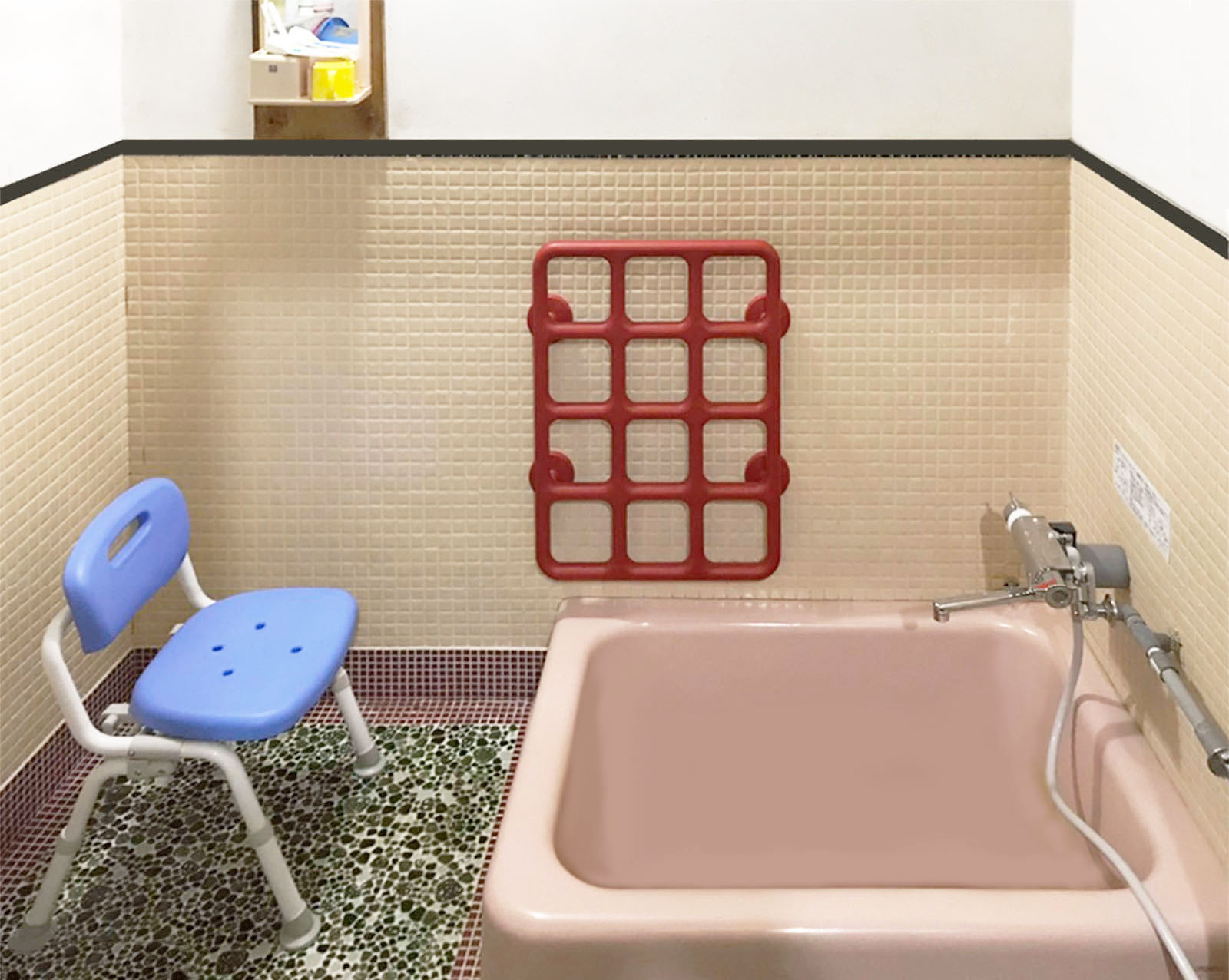
テスリックス設置例